# La Dernière Croisière du Dragon-Zéphyr
La Dernière Croisière du Dragon-Zéphyr (titre original : The Void Captain's Tale) est un roman de science-fiction de Norman Spinrad, publié en 1983 aux États-Unis et en 1982 en français  (ISBN 2-258-01135-3).

## Résumé
Le roman évoque le voyage intersidéral du vaisseau spatial Le Dragon-Zéphyr, vu sous l’angle de certains de ses passagers mais aussi selon la vision du commandant.